# Bandeira de Matinhos
A Bandeira de Matinhos é um dos símbolos oficiais do município, ao lado do brasão e do hino. Foi oficializada por força da Lei Municipal de Matinhos nº 35, de 13 de março de 1970. É possível reproduzir a bandeira de Matinhos em bandeirolas feitas de papel em efemérides comemorativos, sempre em obediência aos seus módulos e suas cores.
Suas cores são azul, além do brasão municipal posicionado no centro do retângulo branco. A bandeira atual foi adotada em 1970, com desenho de Arcinoé Antonio Peixoto de Faria durante a gestão do prefeito Eros Aldo Silveira Lépica. A atual lei dos símbolos municipais, que regulamenta o uso da bandeira municipal é vigente desde a mesma época da adoção.

## Descrição
Seu desenho é composto de um retângulo de proporção largura-comprimento de 7:10. A Bandeira de Matinhos é dividida em oitavas (figuras geométricas trapezoidais), de blau, que compõem-se de oito faixas de argente pelas quais são contornadas as sobre-faixas de igual número no esmalte heráldico goles, que dispõem-se de duas a duas paralelamente/perpendicularmente nos quatro lados e transversalmente nos quatro cantos, desde a sua saída a partir de um retângulo central de argente, no qual se vê no meio o brasão municipal.De acordo com as regras vexilológicas, a bandeira de Matinhos  nacional, sendo considerados sete módulos de altura por dez de comprimento.

## Simbolismo
Cada um dos elementos e cores da bandeira possui um significado próprio:
- Brasão colorido: governo municipal, composto pelos poderes executivo e legislativo, além da comarca.
- Retângulo branco: cidade-sede do município.
- Faixas colaterais e cardeais, vermelhas com frisos brancos o poder municipal, o qual irradia na totalidade do território municipal.
- Oitavas azuis: propriedades rurais que existem no território municipal.

## Protocolo da bandeira apropriado

### Hasteamento, exibição pública e exposição interna
Deve-se hastear a Bandeira de Matinhos de sol a sol, permitindo-se que seja utilizada à noite, uma vez que seja encontrada em iluminação conveniente; normalmente será hasteada às 8 horas e arriada ás 18 horas.
Quando hasteia-se a Bandeira de Matinhos juntamente com a Bandeira do Brasil, será posicionada à esquerda desta; sendo que se for hastear a do Paraná, será posicionada a do Brasil no centro, à direita da de Matinhos à esquerda e da do Paraná à esquerda, sendo colocada a do Brasil no mastro mais alto às outras.
Quando distende-se a Bandeira de Matinhos com ausência de mastro, em logradouro público, entre edifícios ou em portas, encompridar-se-à, de maneira que o lado grande do retângulo esteja em sentido paralelo e a coroa mural do brasão, voltando-se para cima.
Quando do seu aparecimento em sala ou salão, por ocasião de reuniões, conferências ou solenidade, distender-se-á a Bandeira de Matinhos no decorrer da parede, na parte traseira da presidência, ou do local da tribuna, sempre na parte superior da cabeça do respectivo indivíduo que ocupa, sendo observado o hasteamento da bandeira, quando coloca-se o estandarte juntamente com as Bandeiras do Brasil e do Paraná.
Por obrigação, hasteia-se a Bandeira de Matinhos nas repartições e próprias do município, nas dos edifícios onde funcionem as sedes da Procuradoria Geral do Município, das Secretarias Municipais e das Autarquias e Fundações isoladamente, durante nos datas festivos ou luto Municipal, Estadual ou Nacional; todos os dias em frente aos edifícios-sede dos Poderes Legislativo e Executivo do município, isolada em dias de expediente comum, e junto com as Bandeiras do Brasil e do Paraná em dias de festa.

### Meia-haste
Em funeral, para ser hasteada, levar-se-á ao tope do mastro, antes de abaixar-se à meia-haste, e será levantada de novo ao tope, antes de ser arriada, sempre que conduzir-se-á em marcha, indicar-se-á o luto por um laço de crepe preso juntamente à lança. O prefeito determinará o hasteamento da Bandeira de Matinhos em funeral, não sendo possível, talvez, ocorrer em dias feriados.
Quando coloca-se a Bandeira de Matinhos na superfície do caixão fúnebre de cidadão que tenha direito de ser homenageado, será colocada a tralha do lado da cabeça do falecido e a coroa mural do brasão à direita, devendo retirar-se a bandeira alguns segundos antes de ser sepultado o chefe morto do executivo municipal.

### Paradas, cerimônias e respeito à bandeira
Nos desfiles, a Bandeira de Matinhos estará à disposição de uma Guarda de Honra, compondo-se de seis pessoas, presidida por uma porta-bandeira, seguindo-se a testa da coluna quando em isolamento, ou depois das Bandeiras do Brasil e do Paraná quando estas também durante a concorrência ao desfile. Nas instituições educacionais do município, deverá ser mantida a Bandeira de Matinhos em lugar de honra, quando não hasteia-se, do mesmo modo em procedência com a Bandeira do Brasil ou do Paraná.
Proíbe-se explicitamente que a Bandeira de Matinhos seja usada para servir como pano de mesa em solenidades, devendo ser obedecida a exposição da bandeira em ambientes fechados. Proíbe-se que seja hasteada a Bandeira de Matinhos, em locais que os poderes competentes consideram inconvenientes.

### Eliminação
Quando a Bandeira de Matinhos está em um estado danificado ou sujo, incinerar-se-á de acordo com o que dispõe o Artigo 32, da Lei Federal do Brasil 5700 de 1971, sendo o fato registrado no livro de competência.
Não incinerar-se-á, mas recolher-se-á ao Museu Histórico Municipal, o exemplar da Matinhos, ao qual esteja ligado fato de relevante significação histórica do Município, como no caso da inauguração da primeira Bandeira de Matinhos depois de ser instituída.